# روکاراینولا
روکاراینولا (به ایتالیایی: Roccarainola) یک کومونه در ایتالیا است که در استان ناپل واقع شده‌است.

## خصوصیات
روکاراینولا ۲۸٫۱ کیلومترمربع مساحت و ۷٬۲۹۳ نفر جمعیت دارد.